# Boiron de Nyon
Der Boiron de Nyon ist ein rund 12 km langer Zufluss des Genfersees im Kanton Waadt der Schweiz. Er entwässert einen Abschnitt des Plateaus zwischen dem Genfersee und dem Waadtländer Jura und gehört zum Einzugsgebiet der Rhone. Erstmals urkundlich erwähnt wird der Bach unter dem Namen Boiro um das Jahr 1200. Der Name geht auf das altfranzösische Wort boire zurück, das etwa der Bedeutung von „Bachgraben“, „Wassergraben“ entspricht.
Das Quellgebiet des Boiron de Nyon befindet sich auf rund 525 m ü. M. beim Weiher Le Vivier am Südostfuss der Dôle auf dem Gemeindegebiet von La Rippe. Dem Einzugsgebiet des Boiron de Nyon tributär sind die Täler Combe de la Joie und Combe de la Mey am Hang der Dôle. Als kleines Rinnsal fliesst der Bach zunächst nach Süden und erreicht zwischen La Rippe und Crassier die Staatsgrenze zwischen Frankreich und der Schweiz. Auf einer Länge von rund 1 km bildet er die Grenze, danach biegt er nach Osten ab.
Nachdem sich der Boiron de Nyon bisher meist in einer breiten Niederung bewegt hat, tieft er sich allmählich in die gegen den Genfersee hin geneigte Ebene am Jurafuss ein und bildet ein schmales, über weite Strecken von Wald bestandenes Erosionstal (bis zu 30 m in die Umgebung eingeschnitten). Südwestlich von Nyon mündet er in den Genfersee. Der Boiron de Nyon besitzt ein nivopluviales Abflussregime.
Zur Römerzeit diente das Wasser des Boiron de Nyon zusammen mit demjenigen aus der Versoix zur Versorgung der Stadt Colonia Iulia Equestris (Nyon). Seit dem Mittelalter wurde die Wasserkraft des Baches für den Betrieb von Mühlen genutzt.